# STS-131
La STS-131 è una missione spaziale del Programma Space Shuttle, la 33° verso la Stazione spaziale internazionale e il volo di assemblaggio 19A. Il lancio del Discovery è avvenuto il 5 aprile 2010, alle ore 10:21.22 UTC. Era inizialmente previsto per il 18 marzo, ma il meteo avverso ha fatto slittare la data del lancio.
Il Discovery trasporta il Multi-Purpose Logistics Module, contenente equipaggiamento e rifornimenti sulla stazione.
La missione durerà 14 giorni dal decollo fino all'atterraggio.
Oltre all'agganciamento del modulo Leonardo la missione prevede: 3 passeggiate nello spazio al fine di cambiare un contenitore di ammoniaca, il recupero degli esperimenti Giapponesi e la manutenzione della ISS.

## Cronologia

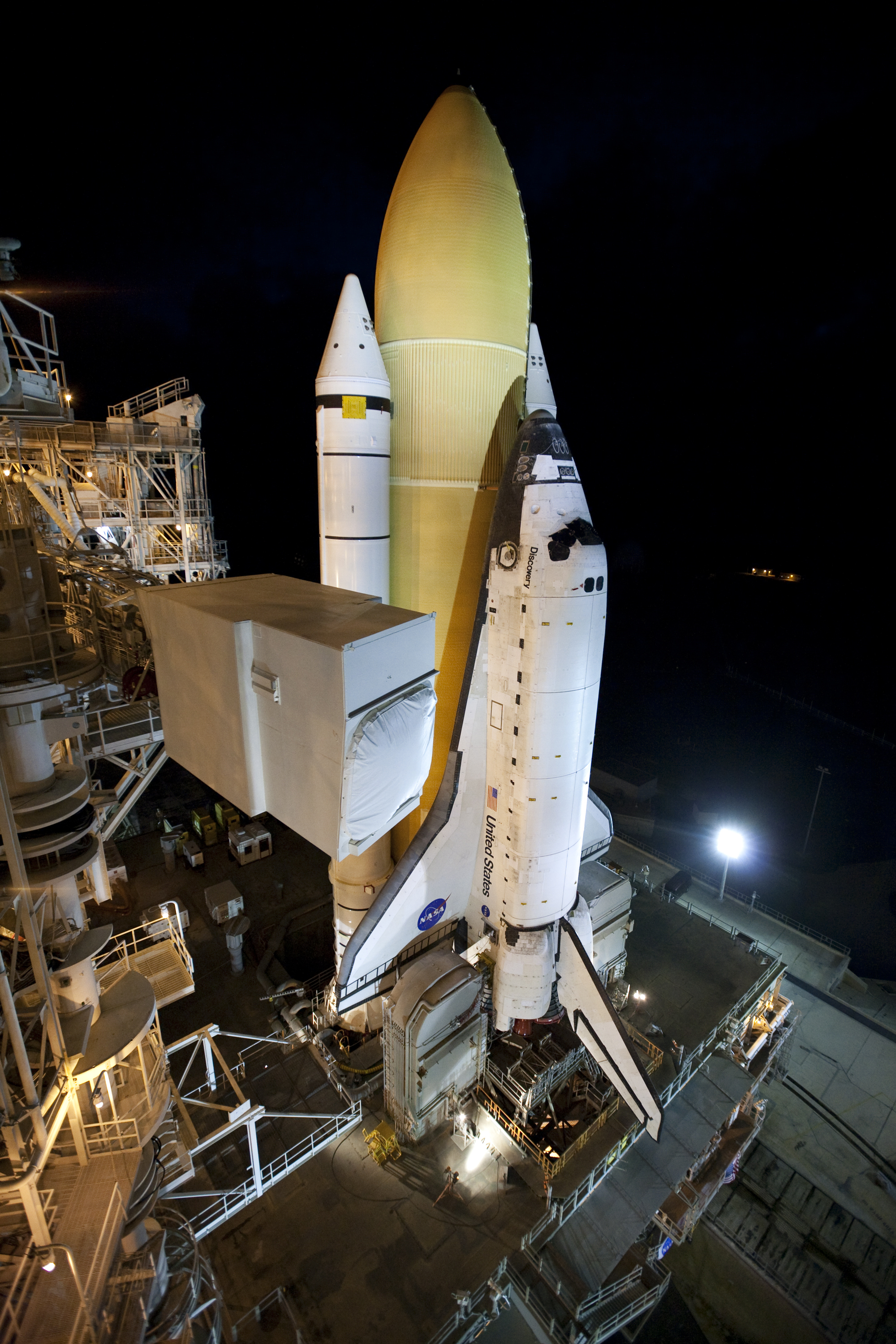
Discovery pronto al lancio

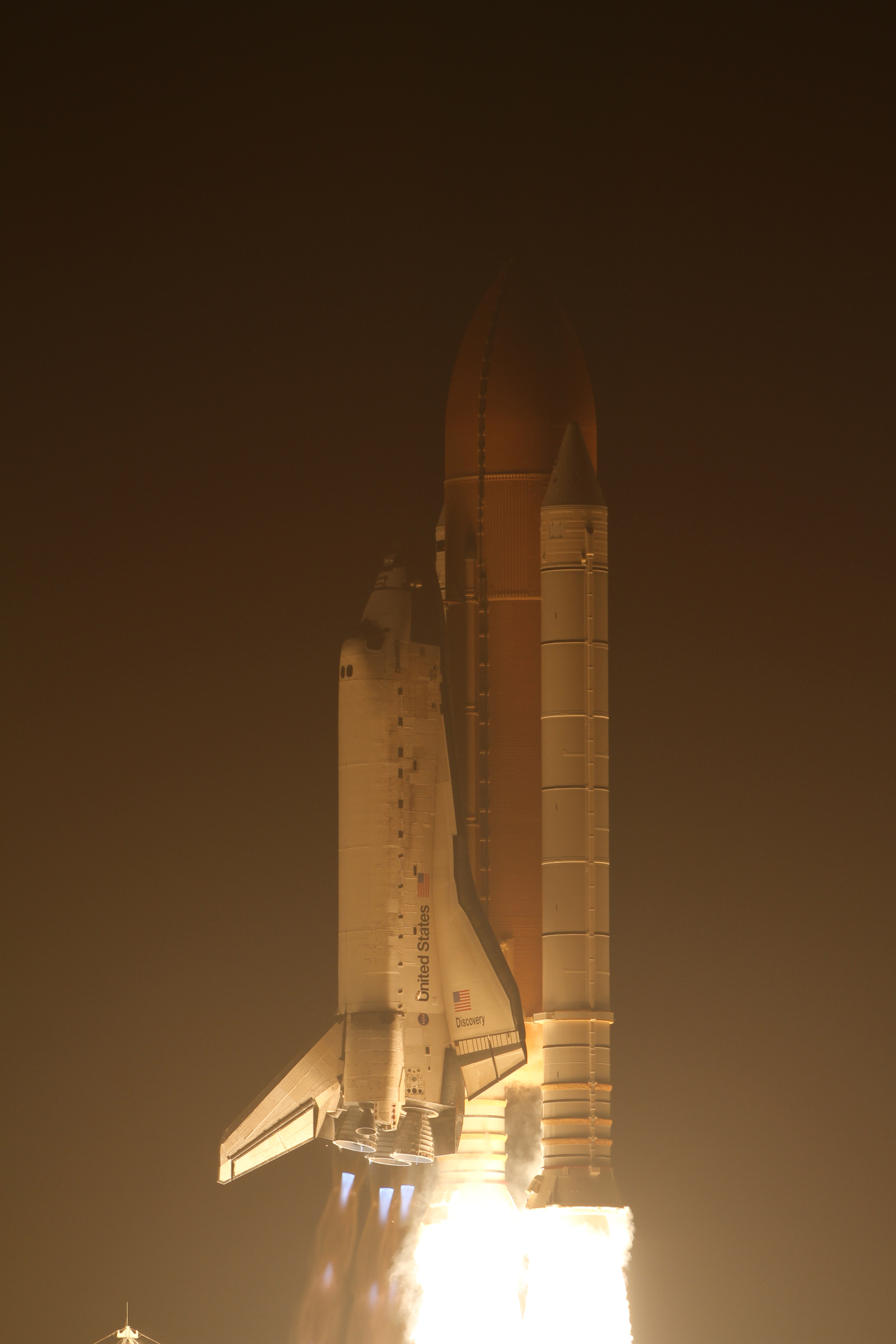
STS-131 appena decollata

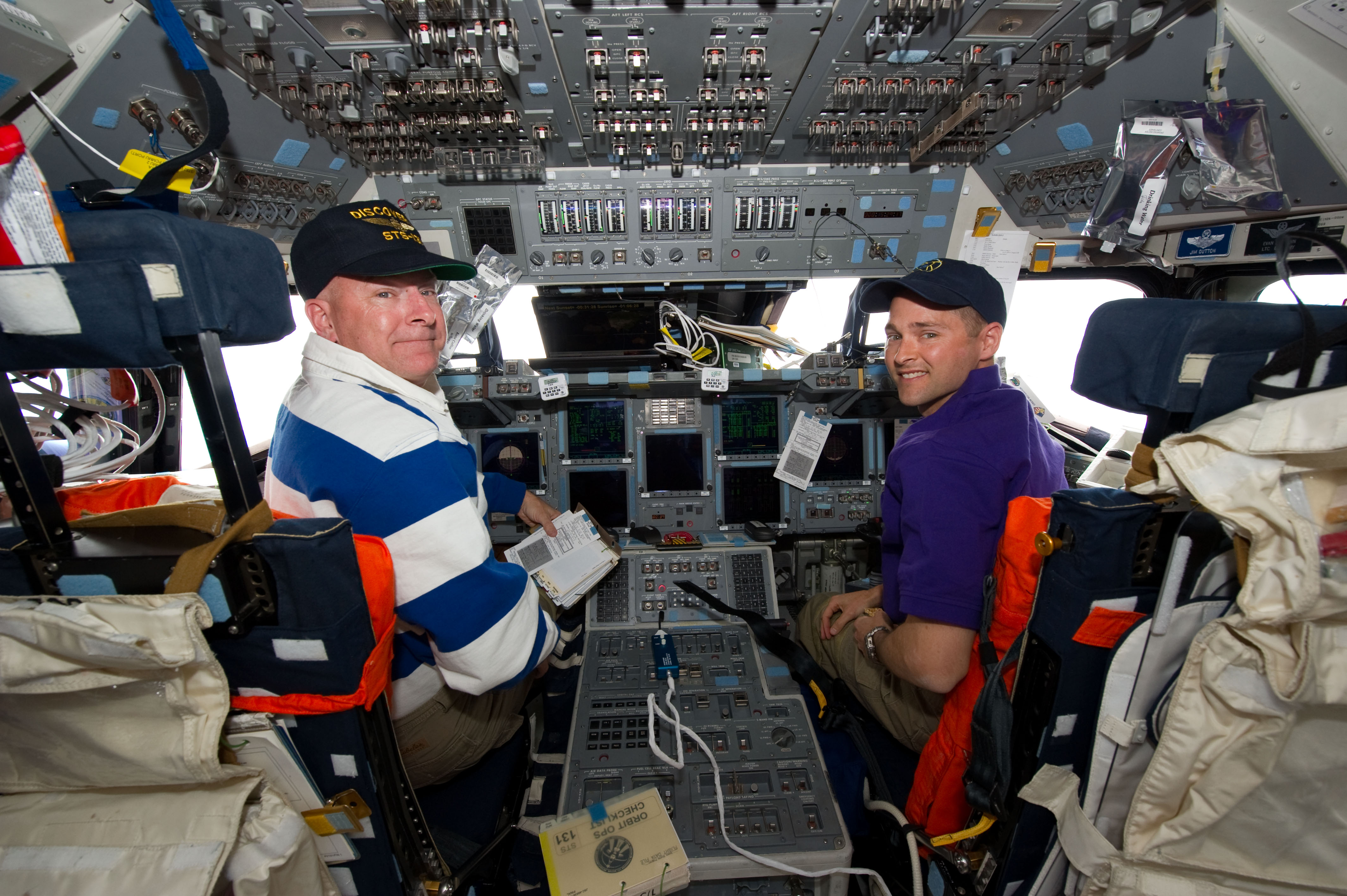
Il comandante Poindexter e Dutton durante il giorno 2 della missione

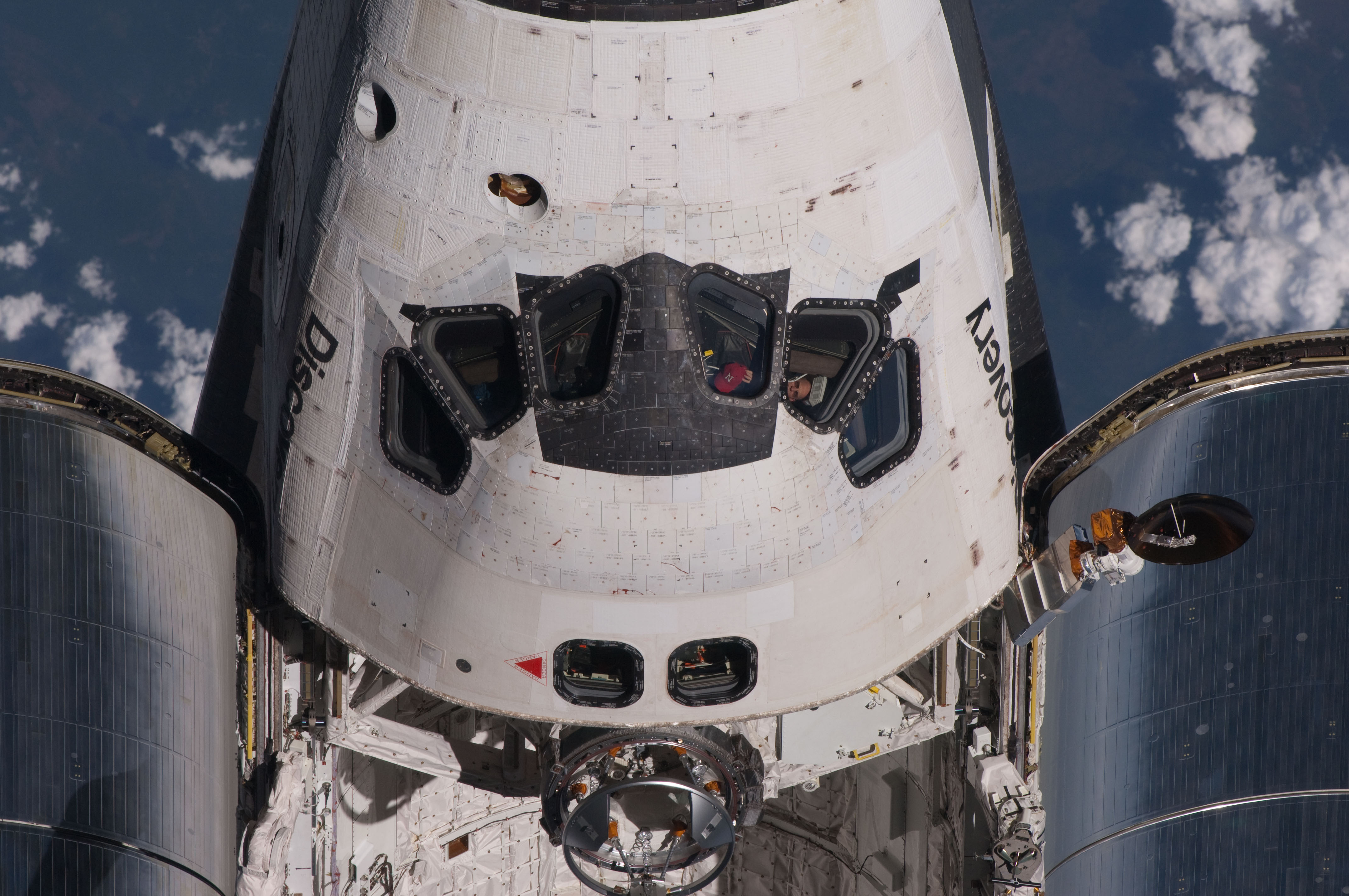
La cabina del Discovery vista durante la Rendezvous pitch maneuver

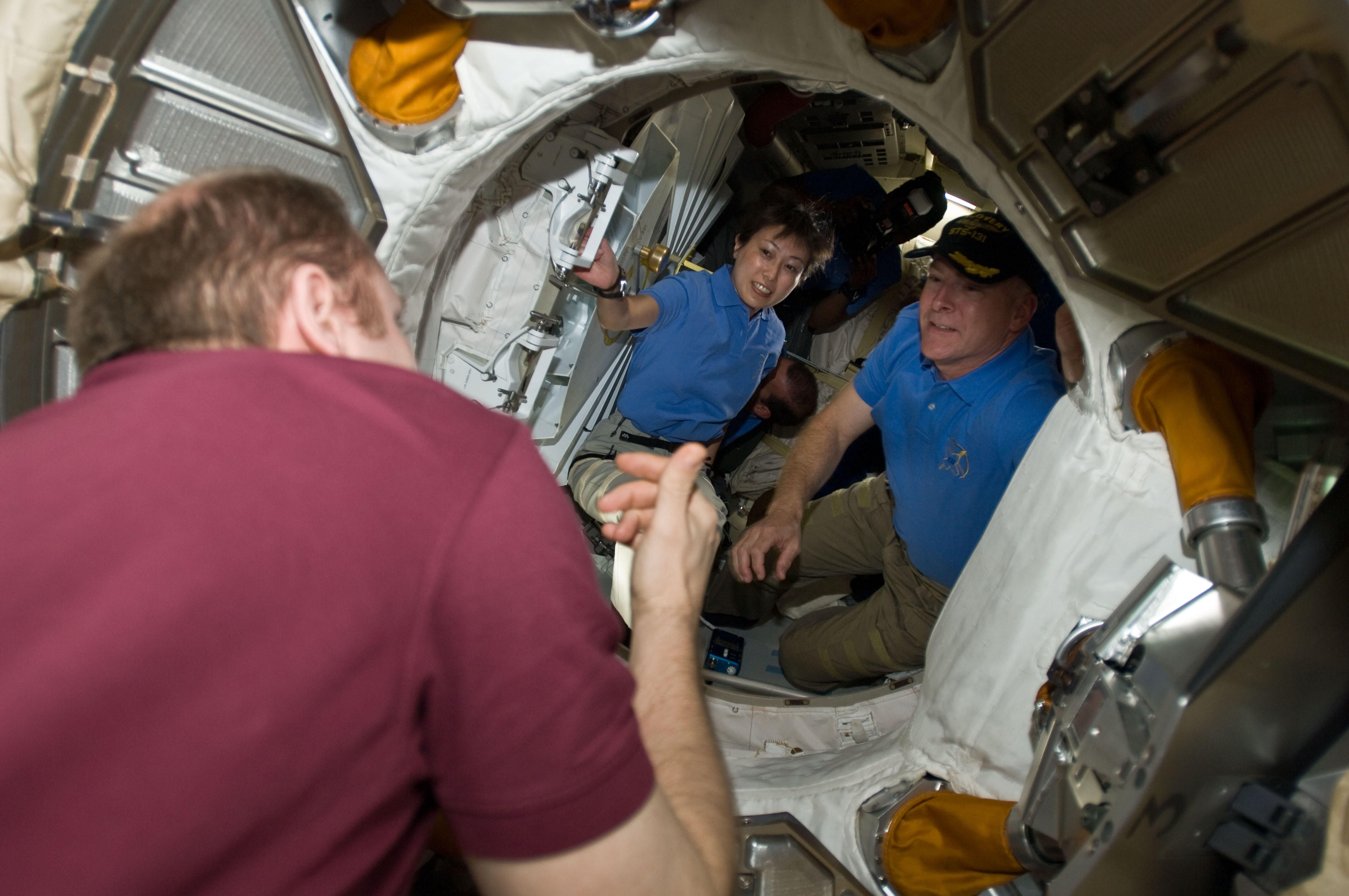
L'apertura del portellone comunicante tra lo Shuttle e la stazione

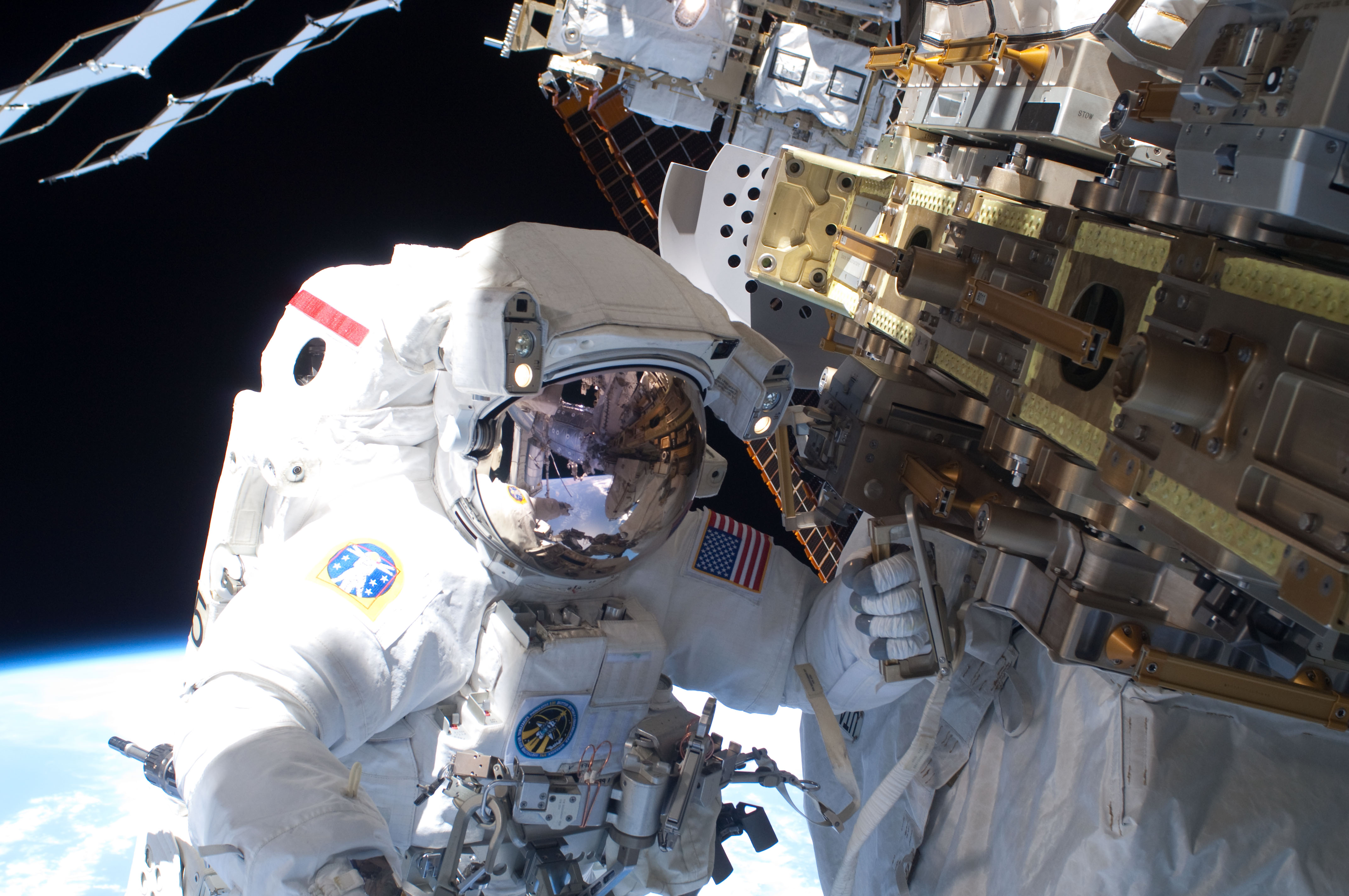
Rick Mastracchio durante la EVA 1

### 12 aprile (Flight day 8)

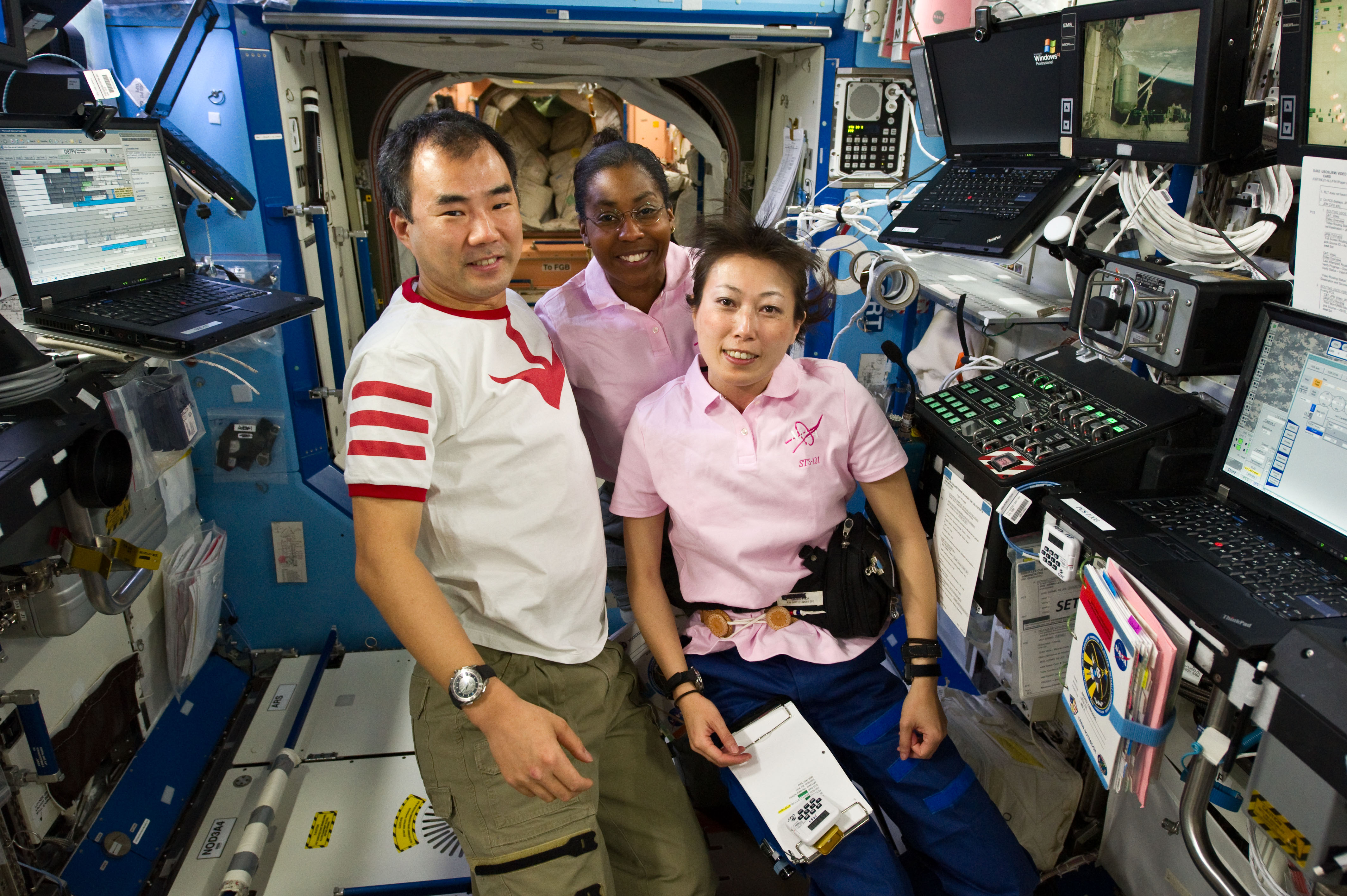
Soichi Noguchi, Stephanie Wilson e Naoko Yamazaki

### 13 aprile (Flight day 9 - EVA 3)

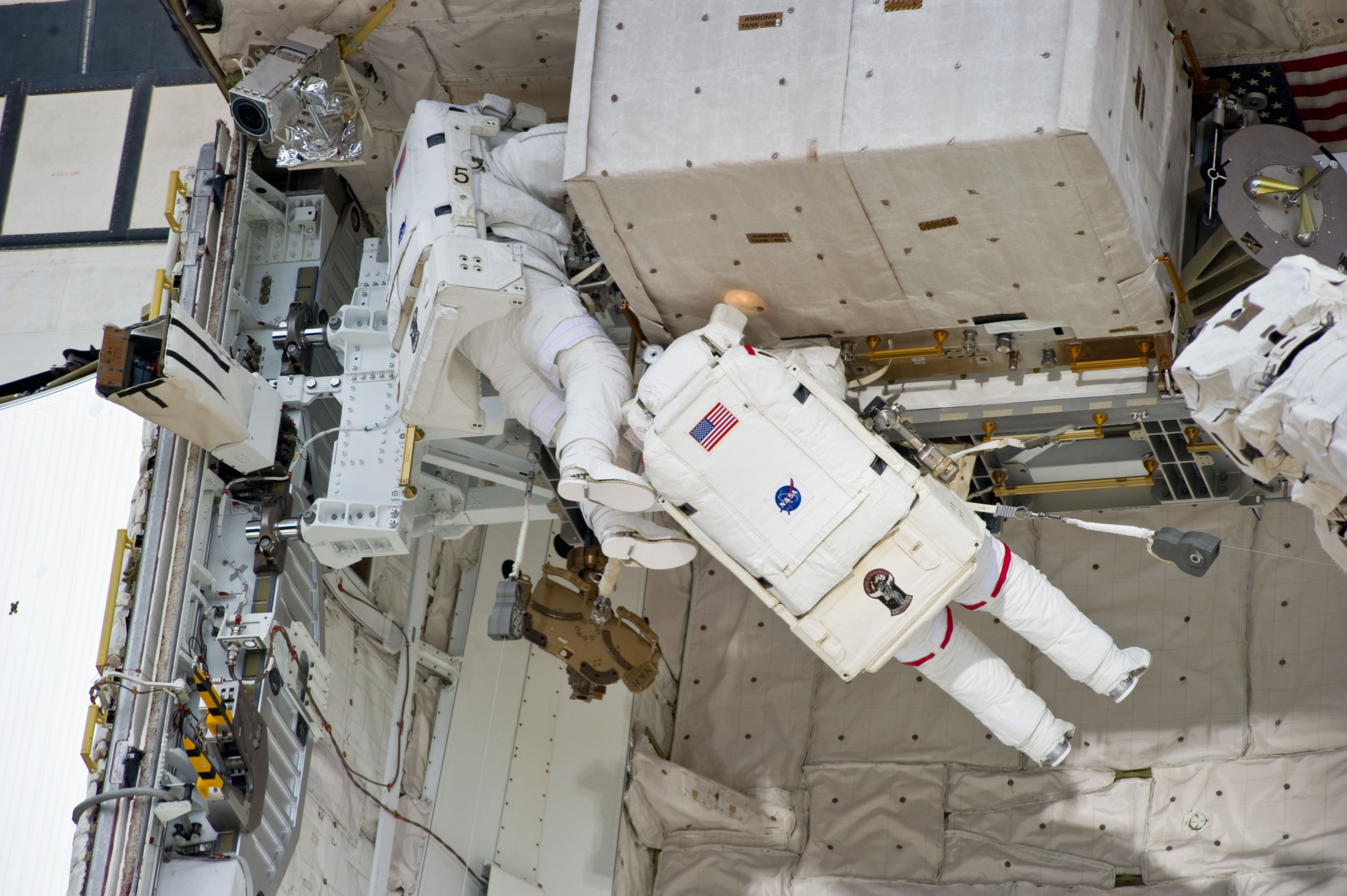
Mastracchio e Anderson durante la EVA 3

### 15 aprile (Flight day 11)

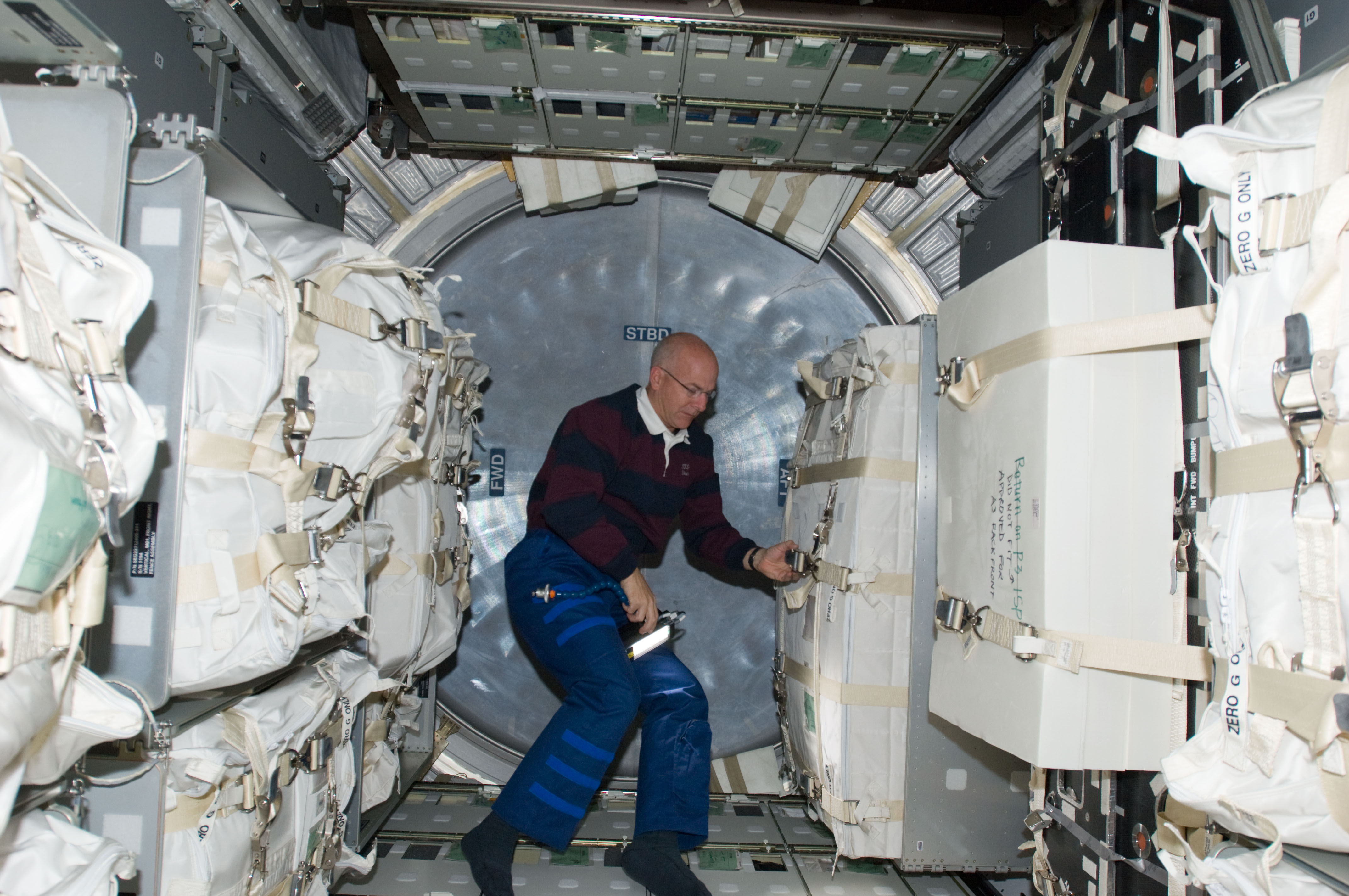
Alan Poindexter al lavoro nel MPLM Leonardo

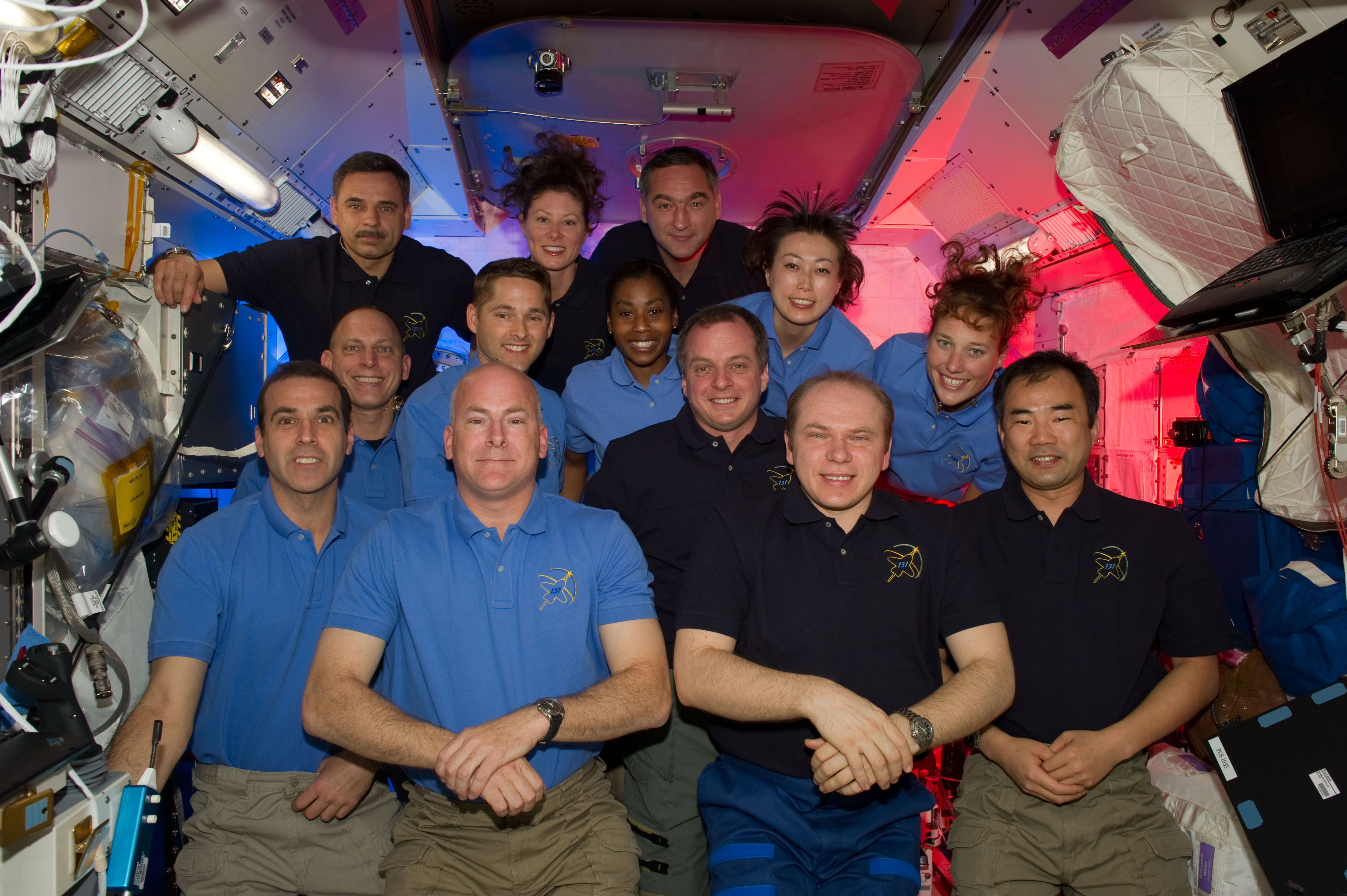
Foto di gruppo tra gli equipaggi di STS-131 e Expedition 23

### 19 aprile (Flight day 15)

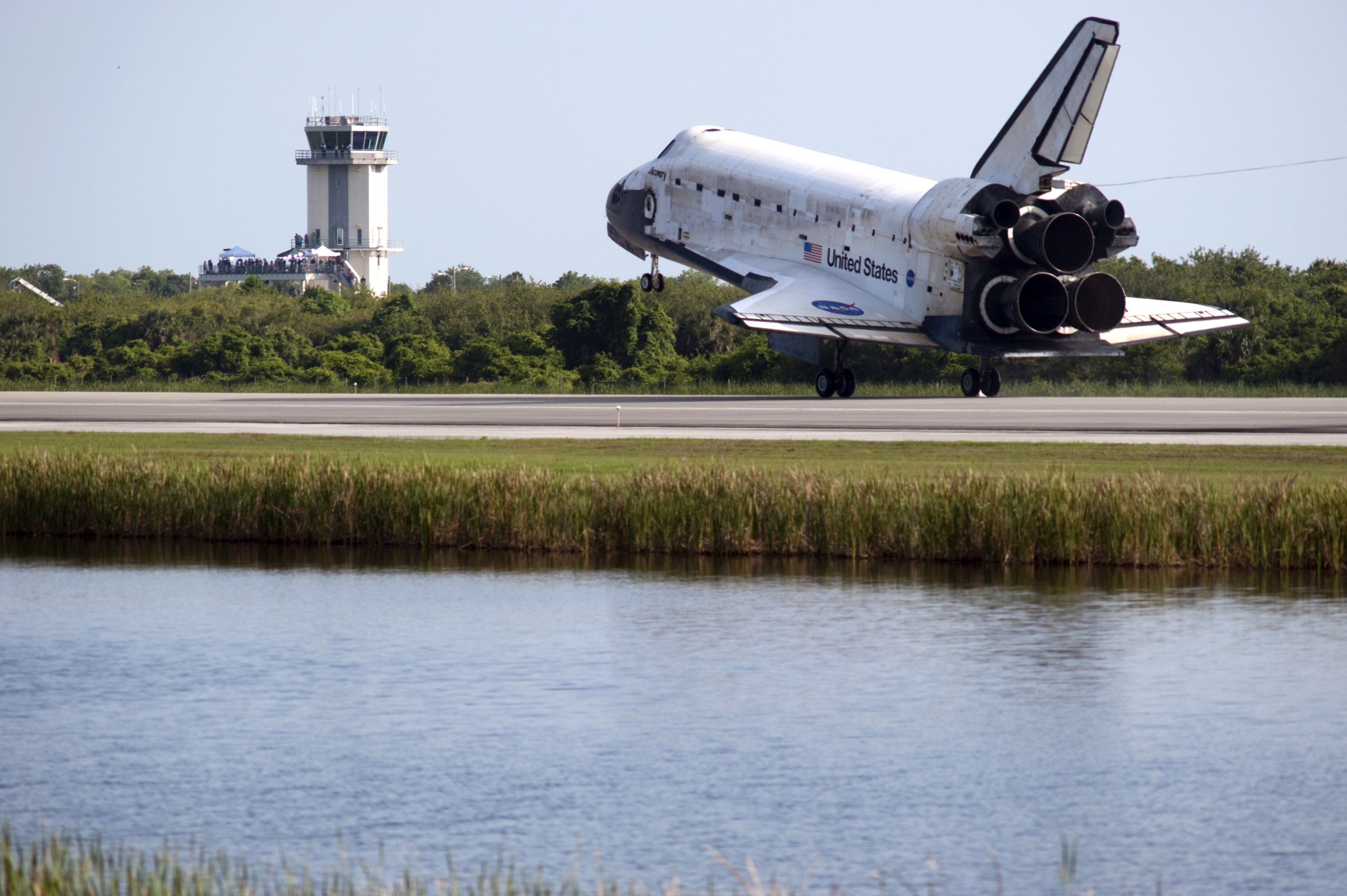
Discovery atterra al KSC

## Risveglio

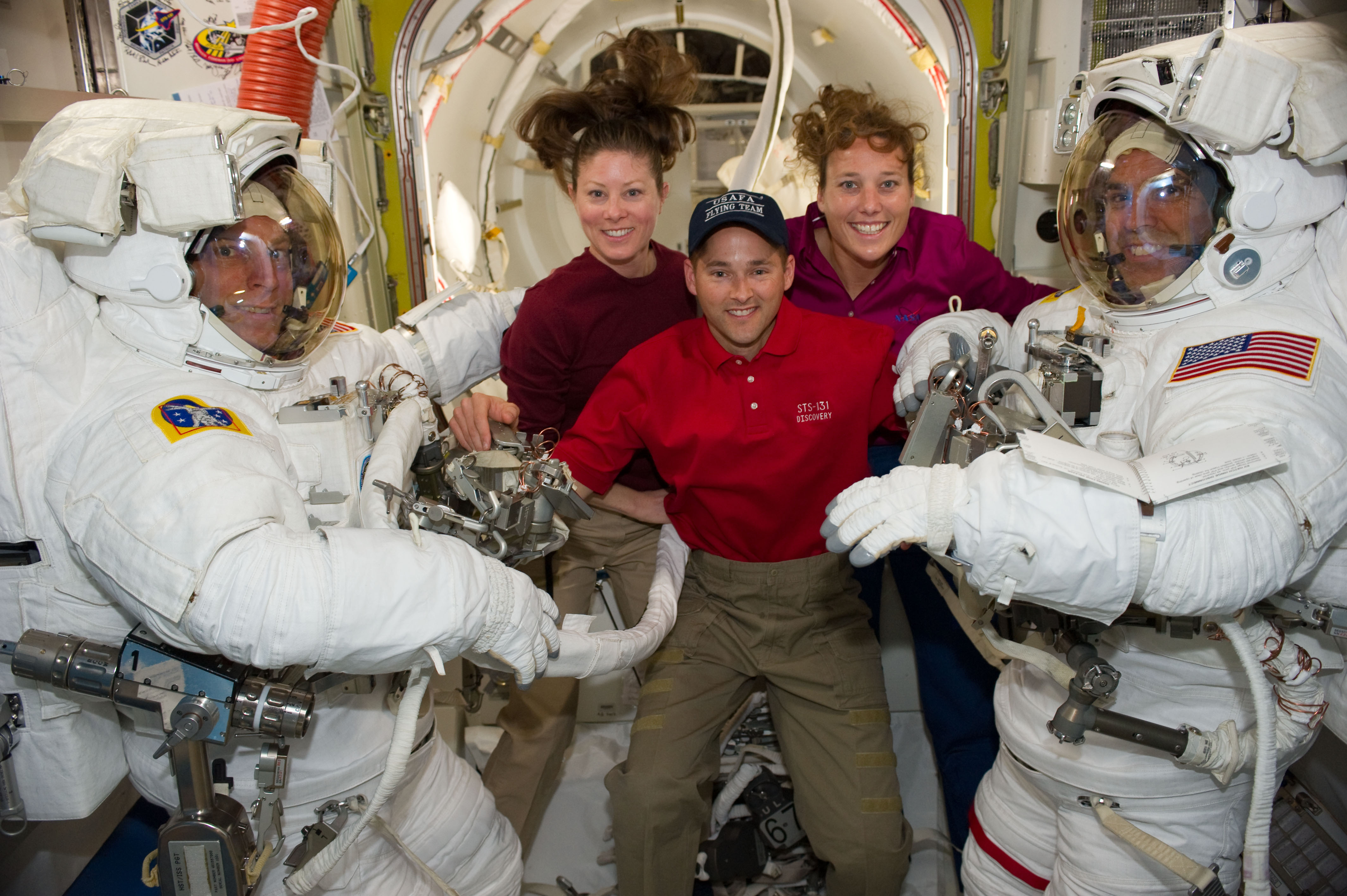
Gli astronauti in posa nel modulo Quest prima della seconda EVA

## Attività extraveicolari

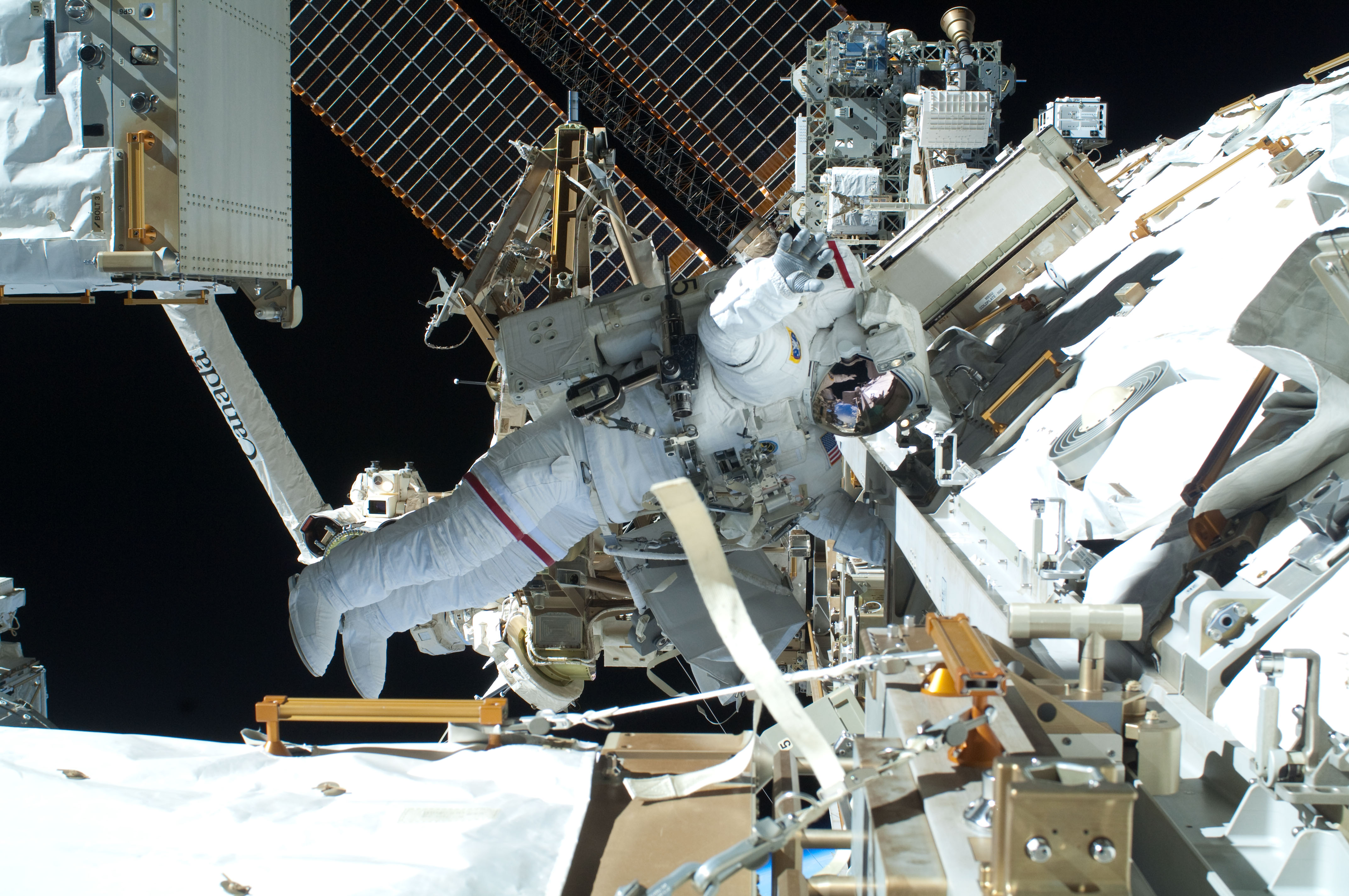
Mastracchio durante la EVA 2

## Equipaggio
| Ruolo                   | Equipaggio                                    | Equipaggio                                    |
| ----------------------- | --------------------------------------------- | --------------------------------------------- |
| Comandante              | Alan G. Poindexter, NASA Secondo volo         | Alan G. Poindexter, NASA Secondo volo         |
| Pilota                  | James Dutton, NASA Primo volo                 | James Dutton, NASA Primo volo                 |
| Specialista di missione | Richard Mastracchio, NASA Terzo volo          | Richard Mastracchio, NASA Terzo volo          |
| Specialista di missione | Dorothy Metcalf-Lindenburger, NASA Primo volo | Dorothy Metcalf-Lindenburger, NASA Primo volo |
| Specialista di missione | Clayton Anderson, NASA Secondo volo           | Clayton Anderson, NASA Secondo volo           |
| Specialista di missione | Stephanie Wilson, NASA Terzo volo             | Stephanie Wilson, NASA Terzo volo             |
| Specialista di missione | Naoko Yamazaki, JAXA Terzo volo               | Naoko Yamazaki, JAXA Terzo volo               |